# Aïn Zouit
Aïn Zouit (em árabe: عين زويت) é uma pequena comuna localizada na província de Skikda, Argélia. De acordo com o censo de 2008, a população total da cidade era de 1 977 habitantes.